# Jesús Villalobos Villegas
Jesús Villalobos (Tambo de Mora, Provincia de Chincha, Perú, 1 de julio de 1927—Tambo de Mora, Provincia de Chincha, Perú, 1976) fue un futbolista peruano. Jugaba de delantero y estuvo en clubes de Perú y Brasil.
Es uno de los 10 máximos goleadores de la historia del Guarani de Campinas.

## Clubes
| Club             | País   | Año       |
| ---------------- | ------ | --------- |
| Mariscal Sucre   | Perú   | 1947-1950 |
| Fluminense       | Brasil | 1951-1954 |
| Guarani          | Brasil | 1955-1958 |
| XV de Piracicaba | Brasil | 1959-1960 |

## Palmarés
| Título             | Club       | País   | Año  |
| ------------------ | ---------- | ------ | ---- |
| Campeonato Carioca | Fluminense | Brasil | 1951 |